# Славейно
Славе́йно (болг. Славейно) — село в Смолянській області Болгарії. Входить до складу общини Смолян.

## Населення
За даними перепису населення 2011 року у селі проживали 144 особи, з них 139 осіб (98,6%) — болгари.
Розподіл населення за віком у 2011 році:
Динаміка населення: